# Call the Midwife – Ruf des Lebens
Call the Midwife (englisch für „Ruf die Hebamme“, dt. Titelzusatz Ruf des Lebens) ist eine von der BBC seit 2012 erstausgestrahlte Fernsehserie, die in den 1950er und 1960er Jahren im von Armut geprägten Londoner East End der Nachkriegszeit spielt. Die knapp einstündigen Episoden drehen sich um Hebammen, die im Arbeiterviertel Poplar Geburtshilfe leisten. Sie sind von der Kirche angestellt und leben in einem Umfeld von Ordensschwestern. Call the Midwife ist die erfolgreichste Fernsehserie des ersten BBC-Fernsehprogramms seit 2001 und erhielt mehrere internationale Preise. Sie läuft in England 2025 in der vierzehnten Staffel. Die deutsche Premiere war im Februar 2013 beim Pay-TV-Sender Passion. Die deutsche Free-TV-Premiere war am 30. April 2013 auf ServusTV.

## Inhalt
Im Zentrum jeder Folge steht das Kloster Nonnatus House und eine Entbindung. Darum herum spinnt sich eine Sozialstudie mit emotionalen Komponenten. So geht es z. B. um Armut und ihre Folgeprobleme wie Flöhe, Mangelernährung und Epidemien, Ausbeutung und mangelnder Arbeitsschutz, medizinische Neuerungen, Komplikationen bei Schwangerschaft und Geburt, Behinderung, Nebenwikungen von Medikamenten wie Contergan oder der ersten Pille, PTBS (damals noch shell shock genannt) und andere gesellschaftliche, medizinische und wirtschaftliche Fragestellungen der Nachkriegszeit.
Das besondere Augenmerk liegt dabei auf den gesellschaftlich verursachten Probemen der Frauen, wie häusliche Gewalt, psychische Gewalt im Krankenhaus, ein weitgehendes Abtreibungsverbot bei gleichzeitig magelnden Verhütungsmöglichkeiten, finanzielle Abhängigkeit und weitgehende Entmündigung im Berufs- und Wirtschaftsleben.
Bei aller sozialer Brisanz trägt die Serie eine Grundstimmung menschlicher Wärme. Probleme können oft durch Vermittlung der Hebammen und/oder Nonnen oder durch Nachbarschaftshilfe gelöst oder gemildert werden. Ästhetisch schließt Call the Midwife an den weltweiten Erfolg der englischen Fernsehserie Downton Abbey an.

## Entstehung und Veröffentlichung
| Figur                                 | Darsteller        | Deutscher Sprecher      |
| ------------------------------------- | ----------------- | ----------------------- |
| Jenny Lee                             | Jessica Raine     | Dina Kürten             |
| Cynthia Miller Schwester Mary Cynthia | Bryony Hannah     | Demet Fey               |
| Trixie Franklin                       | Helen George      | Kirstin Hesse           |
| Schwester Monica Joan                 | Judy Parfitt      | Ursula Heyer            |
| Fred                                  | Cliff Parisi      | Thomas Balou Martin     |
| Schwester Julienne                    | Jenny Agutter     | Michaela Kametz         |
| Schwester Bernadette Shelagh          | Laura Main        | Silke Linderhaus        |
| Schwester Evangelina                  | Pam Ferris        | Ulrike Johannson        |
| Dr. Turner                            | Stephen McGann    | Gregor Höppner          |
| Peter Noakes                          | Ben Caplan        | Philipp Schepmann       |
| „Chummy“ Browne                       | Miranda Hart      | Eva Michaelis           |
| Jimmy                                 | George Rainsford  | Louis Friedemann Thiele |
| Barbara Gilbert                       | Charlotte Ritchie | Nora Jokhosha           |
| Erzählerin                            | Vanessa Redgrave  | Judy Winter             |

Entwickelt wurde Call the Midwife von der Liverpooler Drehbuchautorin Heidi Thomas nach dem englischen Bestseller Call the Midwife (Erstveröffentlichung 2002) und den Nachfolgebänden Shadows of the Workhouse (2005) und Farewell to The East End (2009) der Krankenschwester und Musikerin Jennifer Worth. Originalzitate aus Worths Memoiren, gesprochen von Vanessa Redgrave, rahmen die einzelnen Episoden akustisch ein.
Ein Großteil der Außenaufnahmen entstand in Chathams historischen Docks. Die deutsche Fassung stammt von der Splendid Synchron in Köln. Bernd Nigbur schreibt die Dialogbücher und führt die Dialogregie.
Call the Midwife wurde im September 2012 vom amerikanischen nicht-kommerziellen Fernsehsendernetz PBS übernommen und erhielt in den USA vorwiegend euphorische Kritiken. Die BBC lizenzierte die Serie auch an Schweden, Norwegen, Island, Finnland, Spanien, Griechenland, Australien und Neuseeland. Im Februar 2013 gab die BBC bekannt, dass Call the Midwife in über 100 Weltregionen ausgestrahlt wurde.

## Rezeption
„Sentimental, rührend und oft herzzerreißend.“

„Dieses immens vereinnahmende Drama ist jede Mühe wert, seinen Einzelvergnügen zu folgen.“

„Die Besetzung ist hervorragend, die karge Realität der Nachkriegsjahre akribisch nachempfunden.“

„Call the Midwife bettet das klassenlose Wunder der Geburt in ein glänzend dargestelltes sozialhistorisches Milieu ein und wickelt die Zuschauer ins Wohlgefühl der guten alten Zeit ein.“

| Jahr | Award                                     | Kategorie                                                                 | Empfänger                  | Ergebnis    |
| ---- | ----------------------------------------- | ------------------------------------------------------------------------- | -------------------------- | ----------- |
| 2012 | British Academy Television Craft Award    | Bestes Kostümdesign                                                       | Amy Roberts                | Nominierung |
| 2012 | British Academy Television Award          | Beste Nebendarstellerin                                                   | Miranda Hart               | Nominierung |
| 2012 | Prix Europa                               | Beste Episode einer TV-Serie                                              | Call The Midwife           | Nominierung |
| 2012 | Prix Europa                               | TV Fiction                                                                | Call The Midwife           | Nominierung |
| 2012 | TV Choice Awards (Vereinigtes Königreich) | Beste Schauspielerin                                                      | Miranda Hart               | Gewonnen    |
| 2012 | TV Choice Awards (Vereinigtes Königreich) | Beste neue Drama-Serie                                                    | Call The Midwife           | Gewonnen    |
| 2013 | National Television Awards                | Drama Performance: Female                                                 | Miranda Hart               | Gewonnen    |
| 2013 | TV and Radio Industries Club Award        | Drama-Serie des Jahres                                                    | Call The Midwife           | Gewonnen    |
| 2013 | Royal Television Society                  | Beste Drama-Serie                                                         | Call The Midwife           | Nominierung |
| 2013 | Christopher Award                         | TV and Cable Prize                                                        | Call The Midwife           | Gewonnen    |
| 2013 | British Academy Television Craft Awards   | Regisseur – Fiction                                                       | Philippa Lowthorpe         | Gewonnen    |
| 2013 | British Academy Television Craft Awards   | Make up and Hair Design                                                   | Christine Walmesley-Cotham | Gewonnen    |
| 2013 | British Academy Television Awards         | Publikumspreis                                                            | Call the Midwife           | Nominierung |
| 2013 | TV Choice Awards (Vereinigtes Königreich) | Beste Schauspielerin                                                      | Miranda Hart               | Gewonnen    |
| 2013 | TV Choice Awards (Vereinigtes Königreich) | Beste Drama-Serie                                                         | Call The Midwife           | Nominierung |
| 2014 | Satellite Award                           | Beste Nebendarstellerin in einer Serie, Mini-Serie oder einem Fernsehfilm | Judy Parfitt               | Nominierung |